# (26734) Terryfarrell
(26734) Terryfarrell (2001 HG16) – planetoida z pasa głównego asteroid okrążająca Słońce w ciągu 4,01 lat w średniej odległości 2,52 j.a.
Została odkryta 23 kwietnia 2001 roku w Desert Beaver Observatory w Arizonie przez W. K. Y. Yeunga, kanadyjskiego astronoma urodzonego w Hongkongu. Nazwa planetoidy pochodzi od nazwiska aktorki Terry Farrell, znanej z roli Jadzii Dax w serialu telewizyjnym Star Trek: Deep Space Nine.